# Jean de Lespinay
Jean de Lespinay (1448-1524), noble écuyer, seigneur de L'Epinay, de Beaudouan et de Trémar, trésorier et receveur général des finances du duché de Bretagne, conseiller du roi. 

## Biographie
Jean de Lespinay, fils de Jean III de Lespinay (mort en 1465), seigneur de Beaudouan, et de Brience Pinart (morte en 1500), épouse Bertranne Robelot en 1465 dont il aura six enfants. Sa mère, Brience, vivra autour de 90 ans. Quant au père de Jean, Jean III de Lespinay il a vécu environ 82 ans. 
C'est le quatrième du nom. Son arrière grand-père, son grand-père et son père portait également le prénom "Jean" (Jean I, Jean II et Jean III), si bien qu'on l'appelle aussi Jean IV de Lespinay pour le différencier de ses prédécesseurs. 
Sa date de naissance exacte est incertaine, située quelque temps après le mariage de son père Jean III vers 1445. Néanmoins on sait qu'il se marie en 1479 et qu'il s'écoule encore 45 ans avant sa mort, période pendant laquelle il a marié son fils et son petit-fils .
Sa maison forte et ses terres se trouvent à Plessé près de Nantes. Il fut à la fois trésorier et conseiller de la Duchesse Anne de Bretagne à partir de 1488. Il devient ensuite conseiller de deux rois de France successifs pour les affaires bretonnes : Charles VIII et Louis XII, puis de Claude de France, duchesse de Bretagne devenue à son tour reine de France par son mariage avec François 1er.

### Un homme de confiance
Fermier et receveur du Gâvre (près de Nantes) au début de sa carrière, Jean de Lespinay est promu trésorier et receveur général le 14 avril 1488 à l'âge de quarante ans. "Sa carrière avait commencé dès 1475 comme receveur ordinaire du Gâvre et, jusqu’en 1489, il avait multiplié les activités tant comme fermier que comme receveur des fouages" (J. Kerhervé, Cat., t. I, notice 55, p. 52-53), le plus souvent en association avec son père. Le 14 avril 1489, il est promu à la trésorerie générale et le reste jusqu’à la nomination de Thomas Bohier. Cette charge n'est accordée par les princes qu'à des notables à la fois riches et d'une fiabilité extrême. En effet, le Trésorier gère sa propre fortune et celle du duché comme un tout, la première garantissant l'autre. En cas de banqueroute il est solidaire sur ses biens propres. On est loin des ministres des finances d'aujourd'hui. Cette fonction est d'une grande importance car le fonctionnement et la défense du duché ne tiennent que par l'argent collecté par le trésorier. il le fait de multiples façons différentes, quelquefois dans l'urgence pour satisfaire  sa suzeraine "dont les exigences financières sont considérables" (Georges Minois). Enfin, il ne doit pas s'enrichir aux dépens de son pays, reproche qui lui sera fait après sa mort et qui a été le lot de nombre de trésoriers en Europe, justement car il était difficile de séparer leur fortune personnelle de la fortune de leur royaume. En tout état de cause, la Duchesse Anne puis à son décès sa fille Claude de France lui expriment constamment leur confiance,. 
Pour pallier ses absences fréquentes de Bretagne, Jean délègue le contrôle de la perception des impôts par les receveurs à des hommes de confiance responsables chacun de leur région : les "commis". Ceux-ci possèdent comme lui une certaine fortune. Pour se prémunir en cas de non-versement des recettes il leur fixe des cautions qu'ils versent au départ. Comme lui, ils sont passibles de poursuites en cas de défaillance.
Jean n'est pas seulement trésorier de la duchesse Anne, il fait aussi partie du cercle restreint de ses conseillers. " La Duchesse Anne s’appuie sur un conseil particulier, distinct du conseil royal, qui est associé aux principales décisions (...) Malgré le nombre réduit d’actes, on voit apparaître quelques conseillers privilégiés : Guillaume Guéguen jusqu’à son décès en 1506, le maître d’hôtel Régnaud de Brignac, Cardonne et Lespinay, le chancelier Philippe de Montauban" .

### Un grand voyageur
Jean de Lespinay est un grand voyageur. Il passe sa vie en déplacements pour rejoindre Anne depuis Nantes, la cité ducale. Devenue reine de France à quinze ans, elle n'habite plus la Bretagne. "Tout au long de ces années, les déplacements de Lespinay correspondent à ceux d’Anne de Bretagne, ce qui atteste à la fois la confiance dont il bénéficiait et la relation directe qui s’est instaurée entre lui et la duchesse''. Elle vit essentiellement dans les châteaux royaux d'Amboise (6 voyages), de Loches et du Plessis ou, pendant les guerres d'Italie, dans les villes de Lyon, Grenoble ou Moulins (4 voyages). C'est là que Jean la rejoint. Mais on le trouve aussi pour ses affaires à Langeais, Paris, Vienne, Bourges, Angers, Rennes (19 voyages), Brest, Saint-Malo, Tours, Concarneau, Étampes. En 1505, il accompagne la reine Anne dans son voyage triomphal à travers la Bretagne, le premier qu'elle fait de sa vie, où ils sont reçus partout avec enthousiasme : Hennebont, Vannes, Quimper, Locronan, Le Folgoët, Brest, Saint-Pol-de-Léon, Tréguier, Guingamp, Saint-Brieuc, Lamballe, Dinan, Vitré, Clermont (près de Laval), Vanne, Blois. Ne perdant pas le nord, Jean en profite pour s'assurer de la bonne collecte des impôts.
Sa fidélité à sa suzeraine l'expose à quelques risques. Lors de la guerre que la France mène contre la Bretagne pour l'annexer au royaume, sa maison forte de Plessé est incendiée par les troupes françaises "car il tenait le parti de son prince" (c'est-à-dire celui du Duc François II, père d'Anne). Puis il est assiégé à Guérande avec Philippe de Montauban et ne doit sa libération qu'aux secours envoyés par Anne (qui avait 12 ans à l'époque). « Il n'était pas facile de tromper la Duchesse, tant qu’elle avait auprès d’elle le Chancelier de Montauban, qui ne s’endormait point sur les démarches du Maréchal (Jean de Rieux, tuteur d’Anne de Bretagne), et qui faisait éviter tous ses pièges à la Duchesse ; le Maréchal ne haïssait rien tant au monde que le Chancelier, et ayant été informé vers le mois de juin [1489] que le Chancelier, le Trésorier Général Jean de Lespinay et quelques autres officiers de la Duchesse étaient allés à Guérande pour quelques affaires, le Maréchal les y fit aussitôt assiéger par ceux du Croisic et par quelques autres troupes. Mais la Duchesse ayant appris le danger où se trouvait l’homme du monde en qui elle avait le plus de confiance, envoya à son secours le Comte de Dunois, Jacques Guibé Lieutenant du Prince d’Orange, Capitaine de cent Gentilshommes de l’Hostel, Gilles de Condest, Chevalier, Capitaine des Archers de la garde, Jean de Louan, Capitaine des gens de guerre du Duc d’Orléans, avec une partie des Allemands qui étaient en Bretagne et quelques autres troupes, qui firent lever le siège. »   
Le 3 août 1492 Charles VIII, soucieux d'asseoir son pouvoir sur le duché, écarte Jean de Lespinay de sa charge et nomme un autre trésorier, français celui-là. Jean n'est plus trésorier général mais trésorier ducal. En effet, le roi compte malgré tout sur son expertise précieuse de la Bretagne et l'a nommé à la chambre des comptes du duché. "Quoi qu’il en soit, l’importance du trésorier et receveur général s’est accrue à partir de 1491 en raison de l’effacement des autres officiers comptables, effacement que la suite de la période est venu confirmer". À la mort du roi en 1498, la confiance de la Reine de France et de l'administration ducale envers Jean est restée telle qu'il est aussitôt réintégré dans ses fonctions. Au remariage d'Anne avec le nouveau roi Louis XII, celui-ci le qualifie ainsi dans une lettre patente (1513) : « féal et aimé conseiller Jehan de Lespinay »,.
Jean demeure trésorier de Bretagne encore dix ans après le décès d'Anne. Il est confirmé dans ses fonctions par pas moins de 24 mandements qui lui sont adressés par la nouvelle duchesse Claude de Bretagne (fille d'Anne). "Ces mandements, souvent cités par les historiens, montrent qu'il s'en fallut de bien peu que la Bretagne échappat à la France et fut unie à l'Allemagne". À sa mort, le 30 juillet 1524, c'est le dernier dignitaire de la Bretagne indépendante qui disparaît.

### La dette du trésorier
Un mois seulement après son décès (août 1524) l’administration française du nouveau roi de France, François 1er, se déchaîne contre Jean de Lespinay,à titre posthume comme si elle s'en retenait depuis des années. Peut-être pour se venger d'avoir été empêchée si longtemps par ce grand dignitaire de régner sur la gestion de la Bretagne, même après la disparition d'Anne. Elle l'accuse de malversations mais n'en apporte pas la preuve. Elle saisit toutes les terres et biens Lespinay, s'empare de sa comptabilité et poursuit ses héritiers leur réclamant 80 000 livres. C'est une grosse somme que jamais ils ne pourront payer. Elle lui reproche de n'avoir pas rendu tous ses comptes. Mais d'abord il n'est plus là pour se défendre et ensuite, comme elle a saisi sa comptabilité, les héritiers poursuivis ne peuvent vérifier la réalité de la dette. On ne sait toujours pas aujourd'hui, par exemple, si ce passif de 80 000 livres tient compte ou non des actifs du Trésorier. La Duchesse Anne, entre autres, lui devait 60 000 livres en 1500. Les avait-elle remboursées ? 
Les terres confisquées sont données à Louis du Perreau  en 1527. Lequel s'étonne de cette confiscation post mortem aux dépens des héritiers, affirmant fort noblement que " le roy luy avoit donné charge de dire à Messieurs des comptes qu’il trouvoit estrange que l’on n’avoit fait compter le feu tresorier en son vivant et que en recompense ilz s’acquitent à faire compter l’heritier dudit feu tresorier" . Ses autres possessions sont confiées à un administrateur, à charge pour lui de rendre les comptes à la place du défunt. L'héritier de Jean, son petit-fils Guillaume de Lespinay (voir le dessin de sa pierre tombale ci-joint), ne peut rembourser les 80 000 livres et est incarcéré pendant cinq ans (de 1528 à 1532). Cette incapacité de payer en dépit de l'épreuve subie aurait dû suffire à démontrer que son grand-père - qui le connaissait bien puisqu'il était présent à son mariage - ne l'avait pas enrichi en puisant dans les caisses du duché. Faute de comptabilité, l'administrateur est à son tour dans l'incapacité de clore les comptes du Trésorier. À sa mort en 1537 saisie est faite à son tour sur ses biens. 
Finalement, tout rentre dans l'ordre le 8 décembre 1546 avec le versement par les héritiers de la somme modique de 1 077 livres. S'ils ont retrouvé la paix, cet accord ne leur permet cependant pas de récupérer les terres Lespinay, encore entre les mains des du Perreau.
L'histoire de la dette du Trésorier Jean de Lespinay prend un tour amusant seize ans plus tard. Son arrière petit-fils Pierre de Lespinay, fils de Guillaume, réalise un joli coup : en 1563, il épouse  Éléonore du Perreau, héritière de Louis du Perreau. Ce faisant, il récupère toutes les terres Lespinay soustraites du temps de François Ier, plus celles des du Perreau .  